# حلو حامض (رواية)
حلو حامض Sour Sweet هي رواية للكاتب البريطاني تيموثي مو، نشرت عام 1982، عن دار نشر في المملكة المتحدة.